# Байки у костра (фильм, 1997)
«Байки у костра» (англ. Campfire Tales) — американский фильм-антология ужасов 1997 года, снятый режиссёрами Мэттом Купером, Мартином Кунертом и Дэвидом Семелом. Фильм состоит из трёх коротких сюжетов, которые представлены в виде всеобъемлющего повествования, рассказанного группой друзей у костра после того, как они разбили свою машину в лесу.

## Сюжет
1950-е годы. Дженни и Эдди целуются в машине на смотровой площадке. Дженни начинает нервничать. Девушке кажется, что кто-то наблюдает за ними после того, как они услышали по радио, что из психиатрической клиники сбежал убийца по кличке Крюк. Она заставляет Эдди отвести её домой. По пути они останавливаются возле закусочной. Эдди подходит к окошку, чтобы заказать бургер, а когда возвращается к машине, он видит крюк, свисающий с пассажирской двери автомобиля.
В наши дни Клифф, его девушка Лорен, её младший брат Эрик и подруга Алекс возвращаются домой с концерта. Пьяный Клифф на крутом повороте не справляется с управлением машины, и движущееся средство оказывается в кювете. Друзья выбираются на дорогу, приходят в себя и зажигают сигнальные ракеты. Неподалёку находились развалины заброшенной церкви, на которых они разводят костёр. Чтобы скоротать время, молодые люди начинают рассказывать страшные истории.
Первая истории про молодожёнов Рика и Валери, которые проводили свой медовый месяц на арендованном фургоне. Проезжая через Неваду, они сворачивают с шоссе на посёлочную дорогу и делают остановку. Их беспокоит местный житель, который предупреждает об опасности и просит вернуться на шоссе. На пути к шоссе у них заканчивается бензин. На местного жителя нападают злобные существа и жестоко убивают. Существо наблюдает за Риком и Валери через окно фургона. Рик уходит, чтобы дойти до ближайшей заправочной станции, и оставляет Валери одну в фургоне. По пути на станцию Рик находит останки тела местного жителя. На Рика нападает существо, и он спасается бегством… Существо нападает на фургон, в котором находилась Валери, и продолжительное время терроризирует её. Она распыляет на существо перцовый аэрозоль, подаёт сигнал тревоги и теряет сознание. На рассвете полицейский постучал в дверь фургона. Выходя из фургона, Валери увидела обезображенный труп Рика, свисающий вниз головой с дерева. Его обручальное кольцо царапало металлическую крышу фургона.
Вторая истории про девочку Аманду, которая переписывалась в онлайн-чате с «Джессикой», которая на самом деле была онлайн-хищником, выдающим себя за девочку. В ночь перед двенадцатым днём рождения Аманды её родители отправляются на родительское собрание и надеются, что её старшая сестра Кэтрин останется с ней. Кэтрин уходит на вечеринку, оставляя Аманду одну. Мужчина по интернет-переписке пробирается в их дом. Аманда обеспокоилась отсутствием их семейной собаки и почувствовала, что в доме кто-то находится. Увидев, что Кэтрин вернулась домой, Аманда направляется в свою комнату. У себя под кроватью она видит мужчину. Аманда зовёт свою сестру на помощь. Когда Кэтрин входит в комнату Аманды, она видит под её кроватью труп семейной собаки и открытое окно.
Третья история про Скотта, который путешествовал на своём мотоцикле по стране. В глухой сельской местности у парня ломается мотоцикл и начинается гроза. Скотт оставляет сломанный мотоцикл и направляется к дому, находящемуся неподалёку от дороги. Красивая немая девушка радушно принимает Скотта у себя дома и общается с ним с помощью переносной доски. От девушки Скотт узнаёт, что её зовут Хизер Уоллес и что она живёт со своим отцом, владельцем ранчо. Ливень не утихал, и Скотт остался ночевать в доме. Ночью Скотта разбудил шум внизу. Призрак отца Хизер убивает топором парня и девушку. Отсечённую голову девушки бросает в колодец, который находится перед домом, а после прыгает туда сам. Скотт и Хизер в спешке покидают дом. На улице они сталкиваются с отцом Хизер, который направлялся в дом, и сцена убийства повторялась  заново, как будто бы он попал во временную петлю. Скотт и Хизер проводят ночь под ивой. Утром Скотт снимает с шеи Хизер медальон; внутри фотографии их обоих, одетых в старомодную одежду. Когда Хизер просыпается, на шее девушки появляется рана, и впоследствии её голова падает на колени Скотта. Скотт понимает, что она была призраком.
Клифф увидел на месте аварии полицию и решил посмотреть поближе. Когда он вернулся обратно к костру, то ребят уже не было. На месте аварии были водители фургона — Рик и Валери из первой истории; парамедики (один из них — Скотт из третьей истории), которые боролись за жизнь Клиффа, а Лорен, Эрик и Алекс были уже мертвы. Вскоре Клифф присоединяется к своим друзьям. Позже к месту аварии подъехал автомобиль, из окна которого торчал крюк.

## В ролях
| Крюк - Эми Смарт — Дженни - Джеймс Марсден — Эдди У походного костра - Джей Фергюсон — Клифф - Кристин Тейлор — Лорен - Кристофер Мастерсон — Эрик - Ким Мерфи — Алекс Медовый месяц - Рон Ливингстон — Рик - Дженнифер Макдональд — Валери - Хоторн Джеймс — Коул | Люди тоже могут лизать - Алекс Маккенна — Аманда - Девон Одесса — Кэтрин - Джонатан Фуллер — «Джессика» / человек из интернета Медальон - Гленн Куин — Скотт Андерсон - Джасинда Барретт — Хизер Уоллес - Денни Арнольд — отец Хизер |

## Критика
Brian W. Collins написал ревью на картину.